# Monte (Murtosa)
Monte ist ein Ort und eine Gemeinde im Norden Portugals.
Die Gemeindekirche Igreja Paroquial de Monte, nach ihrem Schutzpatron auch Igreja de Santo António, steht unter Denkmalschutz.

## Geschichte
Die Gemeinde Bunheiro entstand ursprünglich um die beiden Hauptorte Bunheiro und Sedouros und gehörte zum Kreis Estarreja. 1926 wurde Bunheiro eine eigenständige Gemeinde des Kreises Murtosa, während die Gebiete um Sedouros zur Gemeinde Murtosa kamen.
Mit Gesetz vom 17. Juli 1933 (decreto-lei nº 22.832, de 17/07/1933) wurde die Gemeinde Monte durch Ausgliederung aus der Gemeinde Murtosa neu geschaffen.

## Verwaltung
Monte ist eine der vier Gemeinden (Freguesias) des Kreises (Concelho) von Murtosa, im Distrikt Aveiro. In ihr leben 1568 Einwohner (Stand 19. April 2021).
Folgende Ortschaften und Ortsteile liegen im Gemeindegebiet:
| - Acabada - Aido Bexigas - Arribação - Canto Orego - Entrada Sedouros | - Levegada Sedouros - Monte - Murtosa - Santa Luzia - Tomadia |